# Berosus affinis
Berosus affinis is een keversoort die behoort tot de familie van de spinnende waterkevers (Hydrophilidae). De wetenschappelijke naam van de soort is gepubliceerd in 1835 door Gaspard Auguste Brullé.
Deze kevers zijn 3,5 tot 5 mm lang. Ze komen voor in het westelijk deel van het Palearctisch gebied, en vooral rond de Middellandse Zee. Ze zijn ook waargenomen België en Nederland.